# RTL Magyarország
Az RTL Magyarország az ország egyik legnagyobb, jelenleg piacvezető médiacége, legfőbb versenytársa a TV2 Csoport.

## Története

### 1997–2001: Kezdetek
Az Országgyűlés 1995. december 21-én szavazta meg azt a médiatörvényt, amely által az 1996-os hatályába lépésekor biztosítva volt két földfelszíni, kereskedelmi, országos televízió létrejötte. Ennek értelmében a társaság 1997. április 8-án alakult meg annak céljából, hogy az Országos Rádió és Televízió Testület (ORTT) által kiírt pályázatra jelentkezzen. Az RTL mellett az SBS (TV2) és a CME (Írisz TV) is pályázott a frekvenciákért, az utóbbi mindkettőt megpályáztatta. A felajánlott két engedély közül az egyiket az M-RTL Rt. nyerte el, úgy, hogy a kiírt pályázatukban nagyobb összeg szerepelt, mint a CME Írisz TV-s pályázatánál, vagyis be sem fogadhatta volna az RTL pályázatát az ORTT, emiatt pedig a CME pert is indított (bővebben lásd: TV3). A kezdeti koncessziós időszak 10 év volt (ezt 2006-ban az akkori médiahatóság, az ORTT további 5 évvel meghosszabbította, versenyeztetés nélkül). A botrányokkal kísért folyamat végén a műsorszolgáltatási megállapodás aláírására 1997. július 9-én került sor, ez az időpont tekinthető az engedély kezdőnapjának. 2000-ben, a TV3 megszűnésével együtt a CME által, az RTL ellen indított per is megszűnt.

### 2001–2015: Dirk Gerkens vezérigazgatói időszaka
Dirk Gerkens a stabil műsorgyártó céggel (IKO Műsorgyártó Kft.) való szerződés mellett felépített egy olyan belső rendszert, amiben jó szakemberek, vagy annak tartott tévések dolgoztak a keze alá. Az általa kinevezett angol Steve Varcoe kereskedelmi igazgatónak komoly szerepe volt abban, hogy a tévé minden szempontból piacvezetővé vált.
John Ondreasz lett az üzletfejlesztési igazgató, Róbert Ákos a vezérigazgató-helyettes, Kolosi Péter a programigazgató, Kotroczó Róbert a hírigazgató, Németh Marika pedig a piackutatási igazgató. Vezérigazgató–helyettese Róbert Ákos pedig olyan tehetséges szakembereket hozott az RTL–csoporthoz, vagy gondozta a már meglévő tehetségeket, mint például Herman Péter, Schiwert-Takács László vagy Rubin Kristóf.
Az RTL Group 2011. július 28-án a csatorna részvényeinek – még magyar tulajdonban levő – 31 százalékával növelte eddigi tulajdonrészét, így teljes mértékben a médiacsoport tulajdona lett. Továbbá megvásárolta hét kábelcsatorna – Cool, Film+, Film+ 2, Reflektor TV, Prizma TV, Sorozat+, Muzsika TV – 100%-os tulajdonrészét. A terjeszkedést a Gazdasági Versenyhivatal (GVH) is jóváhagyta.
2012. október 1-jén indította el legújabb kábelcsatornáját, az RTL II-t, amelyen nagy nézettségű saját gyártású műsorok is helyet kapnak. 2012. december 31-én megszűnt a Reflektor TV, 2014. május 1-jén pedig RTL+-ra nevezték át a Prizma TV-t. 2017. július 3-án elindult a Film+ 2 helyén az RTL Gold.

### 2015–: Versenyben a TV2 Csoporttal, az RTL brand megújítása
A Magyar RTL Televízió Zrt. 2016 szeptemberében szerződést kötött a Central Digitális Média Kft. 30 százalékának megszerzésére, azonban a fúziót a Gazdasági Versenyhivatal 2017 januári döntésében nem engedélyezte.
A cég 2022. szeptember 2-án bejelentette a megújulást: először 2022. szeptember 15-én az RTL.hu újult meg, október 3-tól reklámértékesítő háza, az R-Time arculatot és nevet váltott RTL Saleshouse-ra, október 22-én 20:40-kor, az X-Faktor első reklámszünetének elején a főcsatorna nevet váltott RTL-re és ezzel együtt teljesen megújult, október 28-án az RTL+ nevet váltott RTL Három-ra és filmcsatornává alakult. November 16-án elindult a cégcsoport fizetős streamingszolgáltatása, az RTL+, ezzel együtt az RTL Mostot átnevezték RTL+ Light-ra, az RTL Most+ szolgáltatást pedig RTL+ Active-ra. November 20-án az RTL II írásmódja RTL Kettőre változott, végül december 10-én az RTL Gold újult meg.
2023. december 15-től négy új tévécsatornával bővült az RTL Magyarország portfóliója. Gyerekcsatornával (Kölyökklub), filmcsatornával (Moziklub), életmód (otthon, kert, barkácsolás, torna és gasztronómiai) csatornával (RTL Otthon) és egy sorozatokat sugárzó csatornával (Sorozatklub) bővült a kínálat.
2025. január 1-től a 4iG Csoport gondoskodik az RTL Magyarország lineáris csatornáinak valamint streamingszolgáltatásának terjesztéséről.

## Tulajdonosok
A Magyar RTL Televízió Rt. tulajdoni helyzete 1997-ben, a magyarországi indulása idején:
|                  |                  |                  |                  |                  |                  |  |  |                           |                           |                           |                           | Magyar RTL Televízió Rt.  |                           |  |  |                               |                               |                               |                               |                               |                               |  |  |                            |                            |                            |                            |                            |                            |
|                  |                  |                  |                  |                  |                  |  |  |                           |                           |                           |                           |                           |                           |  |  |                               |                               |                               |                               |                               |                               |  |  |                            |                            |                            |                            |                            |                            |
|                  |                  |                  |                  |                  |                  |  |  |                           |                           |                           |                           |                           |                           |  |  |                               |                               |                               |                               |                               |                               |  |  |                            |                            |                            |                            |                            |                            |
| CLT–UFA S.A. 49% | CLT–UFA S.A. 49% | CLT–UFA S.A. 49% | CLT–UFA S.A. 49% | CLT–UFA S.A. 49% | CLT–UFA S.A. 49% |  |  | Magyar Távközlési Rt. 25% | Magyar Távközlési Rt. 25% | Magyar Távközlési Rt. 25% | Magyar Távközlési Rt. 25% | Magyar Távközlési Rt. 25% | Magyar Távközlési Rt. 25% |  |  | Pearson Asia Pacific Ltd. 20% | Pearson Asia Pacific Ltd. 20% | Pearson Asia Pacific Ltd. 20% | Pearson Asia Pacific Ltd. 20% | Pearson Asia Pacific Ltd. 20% | Pearson Asia Pacific Ltd. 20% |  |  | Raiffeisen Unicbank Rt. 6% | Raiffeisen Unicbank Rt. 6% | Raiffeisen Unicbank Rt. 6% | Raiffeisen Unicbank Rt. 6% | Raiffeisen Unicbank Rt. 6% | Raiffeisen Unicbank Rt. 6% |

## Vezetősége
- Vezérigazgató: Vidus Gabriella
- Tartalomért felelős vezérigazgató-helyettes, programigazgató: Kolosi Péter
- Tartalmak menedzseléséért felelős vezérigazgató-helyettes: Szabó Balázs
- Hírigazgató: Kotroczó Róbert
- Kreatív vezetők: Kónya Gergely, Verebély Marcell
- Digitális és üzletfejlesztési igazgató: N/A
- Marketing és kommunikációs igazgató: Baráth Péter
- Kereskedelmi igazgató: Dudás Gergely
- Technológiai igazgató: Sárdy Tibor
- Szórakoztató műsorok gyártási igazgatója: Feledy András
- Hirdetési, értékesítési igazgató: Demeter Zsófia
- Sportfőszerkesztő: Zelenyánszky Balázs

## Székhelye
A tévétársaság induláskor a fővárosban a III. kerületi Kunigunda útján található MTV gyártási telephelyén működött egy évig, majd a XI. kerületi Fehérvári úti BFI Irodaházba költöztek és azt bérelték 2005 decemberéig.
2005-tól 2024-ig a médiacég székhelye a Tétény Irodaház volt, ahol a cég mellett a hozzá közeli beszállítói is itt voltak találhatóak. A komplexum kifejezetten televíziós és filmes produkciók gyártásra készült.
2024-től kezdve az RTL Services Kft., a Magyar RTL Televízió Zrt. szolgáltató cége hosszú távú bérleti szerződést kötött a Budapest VI. kerületében található Liget Center Classic és a Liget Auditórium irodaházak közel 9000 m2 alapterületű épületegyüttesére. A médiacég egyes részlegei (értékesítés, HR,  jogi osztály) valamint a híradórészleg (Híradó, Időjárás, Fókusz, Házon kívül, XXI. század) ide költözött át. A szórakoztató műsorok gyártása továbbra is Tétény Irodaházban történik.

## Szolgáltatások

### Televízió
| Logó | Név         | Tematika | Indulás                                                                                                  | HD |
| ---- | ----------- | --- | --- | -- |
|      | RTL         | Főcsatorna, általános kereskedelmi csatorna. | 1997. október 7. (RTL Klub) 2022. október 22. (RTL)                                                      | ✓  |
|      | RTL Kettő   | Vígjátéksorozatokat sugárzó csatorna. | 2012. október 1. (RTL II) 2022. november 20. (RTL Kettő)                                                 | ✓  |
|      | RTL Három   | Filmek és labdarúgó közvetítések. | 2008. április 2. (Poén!) 2010. december 20. (Prizma) 2014. május 1. (RTL+) 2022. október 28. (RTL Három) | ✓  |
|      | RTL Otthon  | Barkácsolás, lakberendezés, gasztronómia | 2023. december 15. (10:00)                                                                               | ✓  |
|      | RTL Gold    | Retrócsatorna, archívumok az RTL műsoraiból. | 2017. július 3. (10:00)                                                                                  | ✗  |
|      | Cool TV     | A portfólió második legfontosabb adója; valóságshowkat, tévéfilm, akció-krimi és vígjáték műfajú filmeket és sorozatokat sugárzó általános szórakoztató csatorna. | 2003. szeptember 15. (M+) 2004. szeptember 4. (Cool TV)                                                  | ✓  |
|      | Film+       | Filmcsatorna. | 2003. szeptember 15. (F+) 2004. szeptember 4. (Film+)                                                    | ✓  |
|      | Sorozat+    | Sorozatcsatorna. | 2008. április 2.                                                                                         | ✗  |
|      | Moziklub    | Filmcsatorna. | 2023. december 15. (09:20)                                                                               | ✗  |
|      | Sorozatklub | Sorozatcsatorna. | 2023. december 15. (09:35)                                                                               | ✗  |
|      | Kölyökklub  | Rajzfilmek, gyerektartalmak. | 2023. december 15. (10:00)                                                                               | ✓  |
|      | Muzsika TV  | Zenecsatorna. | 2009. november 6.                                                                                        | ✗  |

### Online
Az RTL+ az RTL Magyarország streamingszolgáltatása, amelyen – akár reklámok nélkül – exkluzív tartalmak is elérhetőek. Több szolgáltatási szint közül lehet választani: az előfizetéses (RTL+ Premium), az olcsóbb előfizetéses, de reklámtámogatott (RTL Premium reklámokkal), a kábelszolgáltatói előfizetés mellett ingyenesen igényelt (RTL+ Active) vagy az ingyenes reklámtámogatott (RTL+ Light).

### Reklámértékesítés
Az RTL Saleshouse egy média-kereskedőház, amely televízióadók reklámidejét és a hozzájuk kapcsolódó honlapok reklámfelületeit értékesíti.